# Wayne County (Mississippi)
Wayne County ist ein County im US-Bundesstaat Mississippi. Das U.S. Census Bureau hat bei der Volkszählung 2020 eine Einwohnerzahl von 19.779 ermittelt.
Der Verwaltungssitz (County Seat) ist Waynesboro. Das County gehört zu den Dry Countys, was bedeutet, dass der Verkauf von Alkohol eingeschränkt oder verboten ist.

## Geographie
Das County liegt im Südosten von Mississippi, grenzt an Alabama und hat eine Fläche von 2107 Quadratkilometern, wovon acht Quadratkilometer Wasserfläche sind. Es grenzt an folgende Countys:
| Jasper County | Clarke County | Choctaw County (Alabama)    |
| Jones County  |               |                             |
| Perry County  | Greene County | Washington County (Alabama) |

## Geschichte

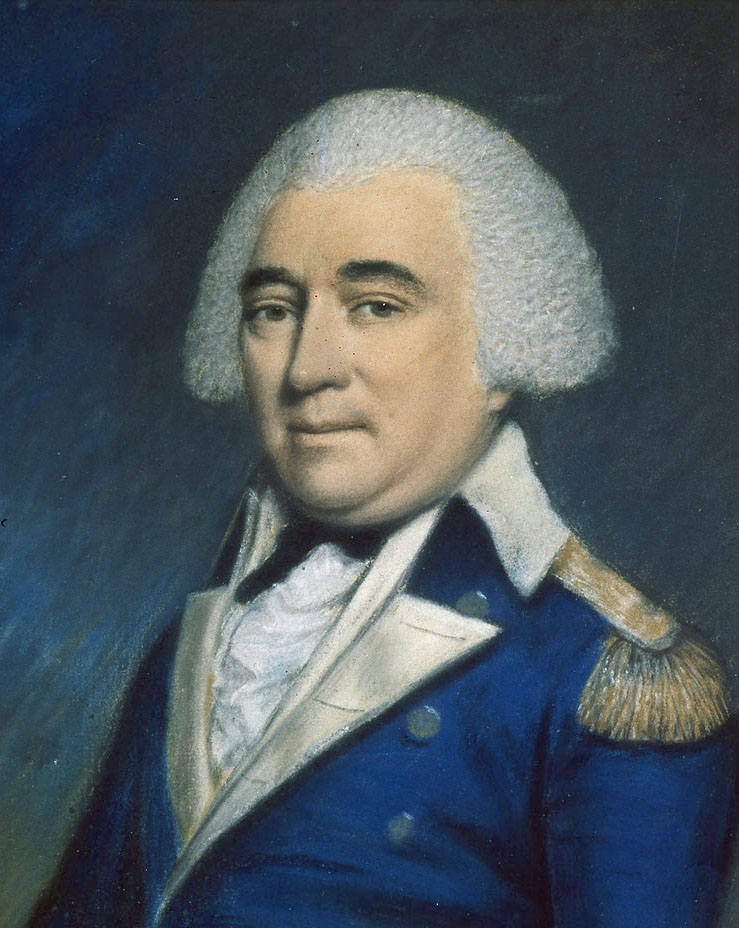
A. Wayne

Das Wayne County wurde am 21. Dezember 1809 aus dem Washington County gebildet. Benannt wurde es, ebenso wie die Bezirkshauptstadt, nach Anthony Wayne (1745–1796), einem Brigadegeneral im Amerikanischen Unabhängigkeitskrieg.
Zwei Orte im County sind im National Register of Historic Places eingetragen (Stand 3. Februar 2018).

## Demografische Daten

Alterspyramide des Wayne Countys (Stand: 2000)

Nach der dem United States Census 2000 lebten im Wayne County 21.216 Menschen in 7857 Haushalten und 5853 Familien. Die Bevölkerungsdichte betrug 10 Personen pro Quadratkilometer. Ethnisch betrachtet setzte sich die Bevölkerung zusammen aus 61,29 Prozent Weißen, 38,01 Prozent Afroamerikanern, 0,07 Prozent amerikanischen Ureinwohnern, 0,15 Prozent Asiaten, 0,01 Prozent Bewohnern aus dem pazifischen Inselraum und 0,13 Prozent aus anderen ethnischen Gruppen; 0,33 Prozent stammten von zwei oder mehr Ethnien ab. 0,63 Prozent der Bevölkerung waren spanischer oder lateinamerikanischer Abstammung, die verschiedenen der genannten Gruppen angehörten.
Von den 7857 Haushalten hatten 37,7 Prozent Kinder unter 18 Jahren, die mit ihnen lebten. 53,0 Prozent waren verheiratete, zusammenlebende Paare, 17,2 Prozent waren allein erziehende Mütter und 25,5 Prozent waren keine Familien. 23,1 Prozent aller Haushalte waren Singlehaushalte und in 9,7 Prozent lebten Menschen im Alter von 65 Jahren oder darüber. Die durchschnittliche Haushaltsgröße lag bei 2,67 und die durchschnittliche Familiengröße bei 3,15 Personen.
29,2 Prozent der Bevölkerung war unter 18 Jahre alt, 9,7 Prozent zwischen 18 und 24, 27,6 Prozent zwischen 25 und 44, 21,7 Prozent zwischen 45 und 64 Jahre alt und 11,7 Prozent waren 65 Jahre oder älter. Das Durchschnittsalter betrug 34 Jahre. Auf 100 weibliche kamen statistisch 91,5 männliche Personen und auf 100 Frauen im Alter von 18 Jahren oder darüber kamen 87,7 Männer.

Das durchschnittliche Einkommen eines Haushaltes betrug 25.918 USD, das einer Familie 30.513 Dollar. Bei Männern lag das durchschnittliche Einkommen bei 27.139 USD gegenüber 16.680 Dollar bei Frauen. Das Prokopfeinkommen lag bei 12.757 US-Dollar. Etwa 21,4 Prozent der Familien und 25,4 Prozent der Bevölkerung lebten unterhalb der Armutsgrenze.

## Städte und Gemeinden
| - Aquilla - Buckatunna - Carmichael - Clara - Copeland - Denham | - Eucutta - Heidelberg - Isney - Knobtown - Matherville - Melvin | - Mulberry - Myrick - Piave - Rhodes - State Line - Strengthford | - Water Oak - Waynesboro - Whistler |